# Lophothalieae
Lophothalieae, tribus crvenih algi, dio porodice Rhodomelaceae. Priznato je pet rodova s 19 vrsta.

## Rodovi
1. Haplodasya Falkenberg
2. Lophocladia (J.Agardh) F.Schmitz
3. Lophothalia Kützing
4. Spirophycus A.J.K.Millar
5. Veleroa E.Y.Dawson